# Club Social, Cultural y Deportivo Blooming
Il Club Social, Cultural y Deportivo Blooming è una società calcistica boliviana, con sede a Santa Cruz de la Sierra. Milita nella Primera División, la massima serie del campionato boliviano di calcio. 
Fondato il 1º maggio 1946, ha vinto cinque titoli nazionali e una Copa Simón Bolívar, partecipando per sei volte alla Coppa Libertadores. Esiste un'accesa rivalità con l'altro club cittadino, l'Oriente Petrolero. I due club condividono lo Stadio Ramón Tahuichi Aguilera.

## Storia

### Il primo titolo nazionale
Il 1976 fu un anno fondamentale per la storia del club, con la nascita della Liga de Fútbol Profesional Boliviano e l'arrivo di un nuovo presidente, che trasformerà definitivamente il Blooming in una squadra di livello: Roberto Tito Paz. È a tutt'oggi il presidente più longevo della storia del club, dove rimase per 18 anni. Fu sotto la sua presidenza che, nel 1984, il Blooming vinse il primo titolo nazionale della sua storia, dopo due campionati conclusi al 2º posto nel 1982 e '83. Decisivo Milton Melgar contro il Bolívar di La Paz.
Nel 1985 il club, alla terza partecipazione consecutiva in Coppa Libertadores, con un cammino sorprendente, approda sino alle semifinali, risultato mai conseguito prima di allora da nessuna squadra boliviana. Nell'occasione fermò sul pareggio sia i campioni uscenti dell'Independiente che i futuri dell'Argentinos Juniors (1–1 in entrambi i casi al Ramón Tahuichi Aguilera). Dopo i fasti dei primi anni 1980, il club proseguirà in un cammino di discreto livello, pur senza acuti decisivi.

### La retrocessione e la risalita
Dopo anni di successi le prestazioni del club iniziarono ad appannarsi e, nel 1995, nella stagione che precedette il cinquantenario, il Blooming retrocesse. La stagione in seconda divisione fu trionfale, con la vittoria del torneo dell'Asociación Cruceña de Fútbol, e la conquista della Copa Simón Bolívar, che valsero l'immediato ritorno in prima divisione, seguito dai festeggiamenti per i 50 anni di vita del club.
Fu Juan Callaú, nuovo presidente, a fare nuovamente del Blooming una squadra competitiva. Fallita per un soffio la qualificazione alla Coppa Libertadores nel 1997, la squadra già competitiva venne ulteriormente rinforzata, e arrivarono così due titoli consecutivi, nel 1998 e 1999, periodo in cui il club era praticamente imbattibile, soprattutto in casa, e affrontava con buone probabilità di successo squadre internazionali come Boca Juniors, Universidad Católica e Peñarol, tra le migliori in Sudamerica in quegli anni. Nel 2000, Juan Callaú lasciò la presidenza al rientrante Roberto Paz, che la mantenne fino al 2002, prima di cederla all'attuale patron Carlos Bendeck.

### Gli ultimi anni
I trionfi del biennio 1998-1999 avevano dato nuovo lustro all'appannata storia dell'Academia. I tifosi ricordano ancora quegli anni come i migliori della storia del Blooming, che però attraversò un periodo di sei stagioni senza successi fino al 2005, quando il club tornò in cima al calcio boliviano con la vittoria del titolo di Apertura, il 4° successo nazionale.
La squadra che conquistò la quarta stella era stata totalmente rinnovata, e per la verità partiva senza ambizioni particolari, come negli anni precedenti. Fu solo l'arrivo, a metà stagione, del nuovo allenatore Gustavo Quinteros a cambiare volto a una squadra che non sembrava in grado di competere per il massimo traguardo. Impeccabile nel torneo Apertura, qualificato all'esagonale finale con diverse partite d'anticipo, nelle 9 partite decisive per il titolo non concesse mai la posta piena alle rivali, risultando di gran lunga la miglior squadra del gruppo. La partita decisiva fu giocata l'8 dicembre contro il Bolívar, che fu sconfitto e tenuto a distanza. Due giornate dopo, a La Paz, la vittoria sul The Strongest dava la matematica certezza del titolo al Blooming. La metà celeste di Santa Cruz iniziò i festeggiamenti. Ancora oggi il Blooming è l'ultima squadra cittadina ad aver vinto il campionato, in quanto l'odiato Oriente Petrolero è a secco di successi dal 2001.
Nel 2008, dopo il campionato di Apertura, il Blooming venne eliminato dalla Copa Sudamericana per differenza reti dall'Olimpia. Nel Clausura, una squadra decisamente trasformata conquistò la qualificazione alle semifinali con tre partite d'anticipo e, dopo aver eliminato nettamente il La Paz (5–0 nella partita di ritorno), nella finale contro l'Aurora, dopo una vittoria 2–0 all'andata e un'identica sconfitta nel ritorno, fu decisivo lo spareggio di Sucre, terminato 2–2 e vinto ai calci di rigore dall'Aurora, che ottenne anche la conseguente qualificazione alla Coppa Libertadores in qualità di campione nazionale.
Il Blooming si rifà vincendo nel campionato di Clausura 2009 il 5º titolo nazionale della sua storia, con conseguente qualificazione alla Coppa Libertadores successiva.

## Cronistoria
- 1946-1976: ?
- 1976-1995: Liga de Fútbol Profesional Boliviano - 1°
- 1995-1996: Copa Simón Bolívar - 2°
- dal 1996: Liga de Fútbol Profesional Boliviano - 1°

## Colori e simbolo
I colori sociali sono blu, bianco e celeste. La divisa da trasferta presenta un insolito color arancione. Lo stemma si ispira al blasone cittadino, con una croce rossa in campo azzurro e un pallone da calcio, il tutto sormontato da una corona. Sono anche raffigurate quattro stelle, secondo una tradizione diffusa in Sudamerica, ognuna delle quali identifica un titolo nazionale.

## Stadio
La squadra gioca le partite casalinghe nell'Estadio Ramon Tahuchi Aguilera, di proprietà del Governo dipartimentale, proprio come i rivali cittadini dell'Oriente Petrolero e i Destroyers, altra squadra cruceña. Fu costruito nel 1939 come Estadio Departamental de Santa Cruz, e intitolato a Willy Bendeck nel 1972, assume il nome attuale nel 1979. Oggi può ospitare 40.000 spettatori. Le dimensioni del terreno sono di 103 per 68 metri.
Ha ospitato alcune partite dell'edizione 1997 della Copa América.

## Calciatori
Tra gli altri, spicca Gatti Ribeiro, inserito nella lista dei migliori calciatori stilata da Don Balón nel 2001.

## Palmarès

### Competizioni nazionali
- Campionato boliviano: 5

1983-1984, 1997-1998, 1998-1999, Apertura 2005, Clausura 2009
- Copa Simón Bolívar: 1

1995-1996
- Copa Aerosur: 2

2006, 2008
- Copa Bolivia: 2

1983, 1987

### Altri piazzamenti
- Campionato boliviano:

Secondo posto: 1981, 1982, 1983, Apertura 2003, Clausura 2008
Terzo posto: 1993, Clausura 1997, Apertura 1998, Clausura 1999, Clausura 2000, Apertura 2001, Clausura 2007
- Coppa Libertadores:

Semifinalista: 1985

## Risultati nelle competizioni CONMEBOL
- Coppa Libertadores: 7 partecipazioni

1983: Prima fase
1984: Prima fase
1985: Seconda fase
1999: Prima fase
2000: Prima fase
2007: Primo turno
2010: Fase Gironi
- Coppa Sudamericana: 5 partecipazioni

2008: Fase preliminare
2009: Fase preliminare
2012: Primo turno
2013: Primo turno
2016: Secondo turno
- Coppa Libertadores Under 20: 1 partecipazioni

2012: Fase a gruppi

## Organico

### Rosa 2017
| N. |                      | Ruolo | Calciatore             |
| -- | -------------------- | ----- | ---------------------- |
| 1  | Bolivia (bandiera)   | P     | Hugo Suárez (capitano) |
| 2  | Bolivia (bandiera)   | D     | Miguel Angel Hurtado   |
| 3  | Bolivia (bandiera)   | D     | José Sagredo           |
| 4  | Brasile (bandiera)   | D     | Ricardo Duarte         |
| 5  | Bolivia (bandiera)   | D     | Mario Cuéllar          |
| 6  | Bolivia (bandiera)   | D     | Maximiliano Ortiz      |
| 7  | Bolivia (bandiera)   | A     | Pablo Salinas          |
| 8  | Bolivia (bandiera)   | C     | Juan Alemán            |
| 9  | Bolivia (bandiera)   | A     | Augusto Andaveris      |
| 10 | Bolivia (bandiera)   | C     | Joselito Vaca          |
| 11 | Argentina (bandiera) | C     | César Pereyra          |
| 12 | Bolivia (bandiera)   | P     | Rubén Cordano          |
| 13 | Bolivia (bandiera)   | P     | Jorge Araúz            |
| 14 | Bolivia (bandiera)   | C     | Kevin Farell           |

| N. |                      | Ruolo | Calciatore           |
| -- | -------------------- | ----- | -------------------- |
| 15 | Bolivia (bandiera)   | D     | Alan Loras           |
| 16 | Bolivia (bandiera)   | D     | Sergio Álvarez       |
| 17 | Bolivia (bandiera)   | D     | Juan Carlos Zampiery |
| 18 | Bolivia (bandiera)   | C     | Mauricio Saucedo     |
| 19 | Bolivia (bandiera)   | C     | Diego Rivero         |
| 21 | Bolivia (bandiera)   | P     | Jorge Flores         |
| 22 | Bolivia (bandiera)   | C     | Roly Sejas           |
| 23 | Bolivia (bandiera)   | C     | Luis Hurtado         |
| 24 | Argentina (bandiera) | A     | Mariano Guerreiro    |
| 25 | Argentina (bandiera) | D     | Emanuel Bocchino     |
| 26 | Bolivia (bandiera)   | C     | Luis Vargas          |
| 28 | Bolivia (bandiera)   | C     | Clovis Roca          |
| 29 | Bolivia (bandiera)   | C     | José María Carrasco  |
| -- | Panama (bandiera)    | A     | Blas Pérez           |